# Liste der Monuments historiques in Le Coudray-Montceaux
Die Liste der Monuments historiques in Le Coudray-Montceaux führt die Monuments historiques in der französischen Gemeinde Le Coudray-Montceaux auf.

## Liste der Bauwerke
| Bezeichnung                       | Beschreibung                          | Standort | Kennzeichnung | Schutzstatus | Datum | Bild           |
| --------------------------------- | ------------------------------------- | -------- | ------------- | ------------ | ----- | -------------- |
| Kirche Notre-Dame-de-l’Assomption |                                       | (Lage)   | PA00087869    | Inscrit      | 1950  | weitere Bilder |
| Escalier de la Belle Gabrielle    | Treppe, erbaut im 16./17. Jahrhundert | (Lage)   | PA00087870    | Inscrit      | 1945  | weitere Bilder |

## Liste der Objekte
- Monuments historiques (Objekte) in Le Coudray-Montceaux der Base Palissy des französischen Kultusministeriums